# Xavier Pàmies Giménez
Xavier Pàmies Giménez   (Barcelona, 1959) és un traductor de literatura en portuguès, anglès i francès al català. És llicenciat en Biologia per la Universitat de Barcelona, però és més conegut per la seva tasca en l'àmbit de la traducció literària.
Entre els autors que ha traduït al català hi ha José Maria Eça de Queiroz, João Guimarães Rosa, António Lobo Antunes, Joaquim Maria Machado de Assis, José Saramago, Jane Austen, Paul Auster, Karen Blixen, Richard Francis Burton, Truman Capote, Teju Cole, Charles Dickens, Thomas Hardy, William H. Hudson, Kazuo Ishiguro, Henry James, Harper Lee, Malcolm Lowry, Cormac McCarthy, Vidiadhar S. Naipaul, Raj K. Narayan, Dorothy Parker, Mordecai Richler, Philip Roth, J. K. Rowling, Salman Rushdie, J. D. Salinger, John Kennedy Toole, Moyez G. Vassanji, Edith Wharton, Emmanuel Dongala, Camara Laye i Irène Némirovsky.
Ha rebut el I Premi de Traducció Giovanni Pontiero, atorgat per la Facultat de Traducció i Interpretació de la Universitat de Barcelona conjuntament amb l'Instituto Camões, i el Premi Ciutat de Barcelona de traducció dels anys 2003 i 2024.